# Гольонки
Гольонки (Гольонкі, пол. Holonki) — село в Польщі, у гміні Бранськ Більського повіту Підляського воєводства. Населення — 159 осіб (2011).

## Історія
У 1975—1998 роках село належало до Білостоцького воєводства.

## Демографія
У 1898 році в селі проживало 42 православних.
Демографічна структура станом на 31 березня 2011 року:
|          | Загалом | Допрацездатний вік | Працездатний вік | Постпрацездатний вік |
| -------- | ------- | ------------------ | ---------------- | -------------------- |
| Чоловіки | 80      | 18                 | 49               | 13                   |
| Жінки    | 79      | 17                 | 41               | 21                   |
| Разом    | 159     | 35                 | 90               | 34                   |